# Greene (Iowa)
Greene é uma cidade localizada no estado americano de Iowa, no Condado de Butler.

## Demografia
Segundo o censo americano de 2000, a sua população era de 1099 habitantes.
Em 2006, foi estimada uma população de 1015, um decréscimo de 84 (-7.6%).

## Geografia
De acordo com o United States Census Bureau tem uma área de
3,0 km², dos quais 2,8 km² cobertos por terra e 0,2 km² cobertos por água. Greene localiza-se a aproximadamente 289 m acima do nível do mar.

## Localidades na vizinhança
O diagrama seguinte representa as localidades num raio de 20 km ao redor de Greene.